# 안 (태자소부)
안(安, ? ~ ?)은 전한 중기의 관료이다. '안'은 이름자로, 성씨는 알 수 없다. 사마정은 《색은》에서 임안과 동일인물이라고 주장하였는데, 근거는 알 수 없다.

## 행적
원수 6년(기원전 117년), 대사마거기장군 곽거병은 무제에게 황자들이 장성하였으니 그에 걸맞은 지위를 내려줄 것을 건의하였다. 무제는 재가하는 한편 어사대부 장탕에게 일을 처리하게 하였고, 당시 태자소부 겸 행종정사(行宗正事)였던 안은 승상 장청적·어사대부 장탕·태상 왕충·대행령 이식과 함께 논의를 거쳐 유굉·유단·유서를 제후왕에 봉할 것을 상주하였다.

## 출전
- 사마천, 《사기》 권60 삼왕세가

| 전임 유수 | 전한의 종정 (대행) (기원전 117년 3월 당시) | 후임 유안국 |